# Гудович, Андрей Иванович
Граф Андре́й Ива́нович Гудо́вич (1781 или 1782 — 1867) — генерал-майор русской императорской армии, обер-егермейстер.

## Биография
Родился в 1781 или 22 апреля 1782 года в семье фельдмаршала И. В. Гудовича и Прасковьи Кирилловны, дочери последнего гетмана Украины, фельдмаршала Кирилла Григорьевича Разумовского, был вторым сыном четы.
С 1 декабря 1783 года в звании сержанта был записан на военную службу в лейб-гвардии Измайловский полк, а уже спустя три недели, 25 декабря, будучи произведён в вахмистры, был переведён в лейб-гвардии Конный полк. В 1795 году был произведён в корнеты, в 1797 году — в подпоручики, 5 октября 1801 года — в полковники; с 20 ноября 1803 года в чине полковника заступил на службу в уланский цесаревича Константина Павловича полк.
В 1805 году участвовал в кампании против французов, проявив храбрость в битве под Аустерлицем — эскадрон под его командованием отбил 3 французских орудия, хотя и вынужден был их оставить при отступлении полка; за этот бой Гудович получил орден Св. Владимира 4-й степени с бантом.

В 1808—1809 годах Гудович участвовал в боевых действиях против шведских войск на территории Финляндии, командуя группой из трёх эскадронов улан цесаревича. Получил за отличие при Куопио, Улеаборге, Иоросе и Иденсальми орден Св. Анны 2-го класса с алмазами. В это время в одном из эскадронов под командованием Гудовича служил в чине корнета известный в будущем литератор Фаддей Булгарин, оставивший следующую характеристику своего командира: 
Граф Гудович поступил в наш полк из Конной гвардии. Он соединял в себе все достоинства любезного светского человека со всеми похвальными качествами воина и просвещенного патриота. Граф получил высокое образование, любил литературу и все изящное; с офицерами обходился он чрезвычайно вежливо, нежно и только с приближенными к нему – фамильярно, и вместе с любовью внушал к себе уважение. Его Высочество [шеф полка, великий князь Константин Павлович], который, при необыкновенном добродушии был чрезвычайно горяч и вспыльчив, как всем известно, обходился с графом Гудовичем весьма осторожно. Одним словом, граф Гудович был образцовый полковник не в одной России, но и во всей Европе.

Гудович возглавил 8 апреля 1809 года Орденский кирасирский полк. На момент начала Отечественной войны оставался шефом этого полка (в составе 2-й кирасирской бригады 2-й кирасирской дивизии 8-го пехотного корпуса 2-й Западной армии). В бою под Шевардином во время Бородинского сражения получил тяжёлое ранение. 16 декабря 1812 года Гудовичу был пожалован чин генерал-майора (со старшинством от 24 августа 1812 г.), а 23 декабря того же года он был удостоен ордена Св. Георгия 4-го класса
В воздаяние ревностной службы и отличия, оказанного в сражении против французских войск 1812 года августа 26 при сел. Бородине, где с особенною храбростию несколько раз опрокидывал неприятельские кавалерийские колонны, причем и ранен в левую ногу пулею.

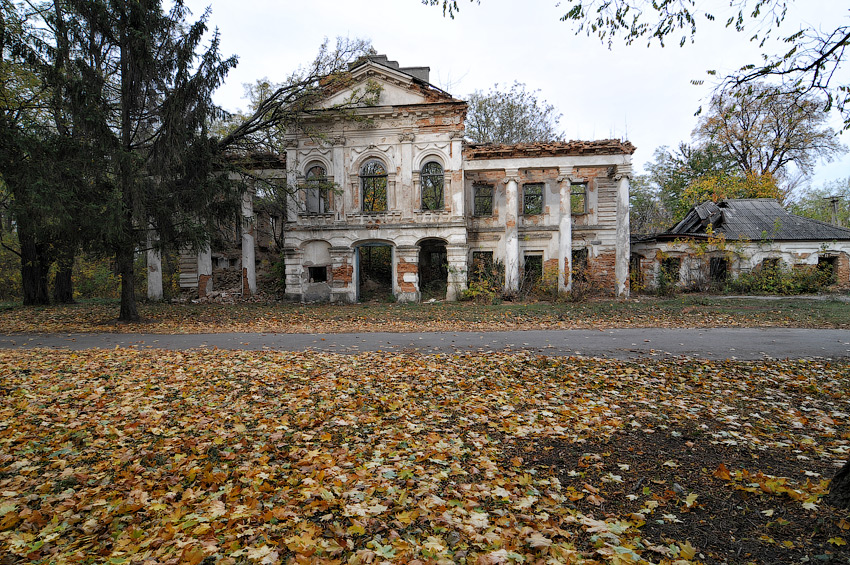
Усадьба Правдич-Залесских — Рудое Село

6 апреля 1813 года, оправившись от раны, вернулся к военной службе, «догнав» свой полк уже в Европе. Во время заграничного похода сражался при Бауцене и в Битве народов под Лейпцигом. 29 августа 1814 года возглавил 1-ю бригаду 3-й кирасирской дивизии. 2 апреля 1816 года, вернувшись к тому времени в Россию, вышел в отставку «за ранами». Вёл довольно расточительный образ жизни, судя по отзыву современника:
Приехал граф Гудович Андрей, что женат на Мантейфельше; она довольно странно одевается, на лакеях их медвежьи кивера, а на кучерах — шуба в 12 тысяч рублей. Эдак скоро убухает богатство, оставленное скупым его отцом, фельдмаршалом.
С 1832 по 1841 год Гудович исправлял должность губернского предводителя московского дворянства. Состоял также почётным попечителем Московского дворянского института, почётным опекуном в Московском опекунском совете, попечителем Московского коммерческого училища, входил в Комиссию по постройке Храма Христа Спасителя, занимал ряд других почётных должностей.
Вступил на придворную службу 20 октября 1844 года, получив чин егермейстера двора; 26 августа 1856 года был пожалован в обер-егермейстеры.
Умер в 1867 году; был погребён в принадлежавшем ему имении Поливаново Подольского уезда Московской губернии, около церкви Благовещения Пресвятой Богородицы. Надгробный памятник восстановлен в 1999 году.

## Награды
- орден Св. Владимира 4-й ст. с бантом (1805)
- орден Св. Анны 2-й ст. с алмазами (1809)
- орден Св. Георгия 4-й ст. (1812)
- орден Св. Анны 1-й ст. (1834)
- орден Св. Владимира 2-й ст. (1837)
- орден Белого орла (1841)
- орден Св. Александра Невского (1853)

## Семья

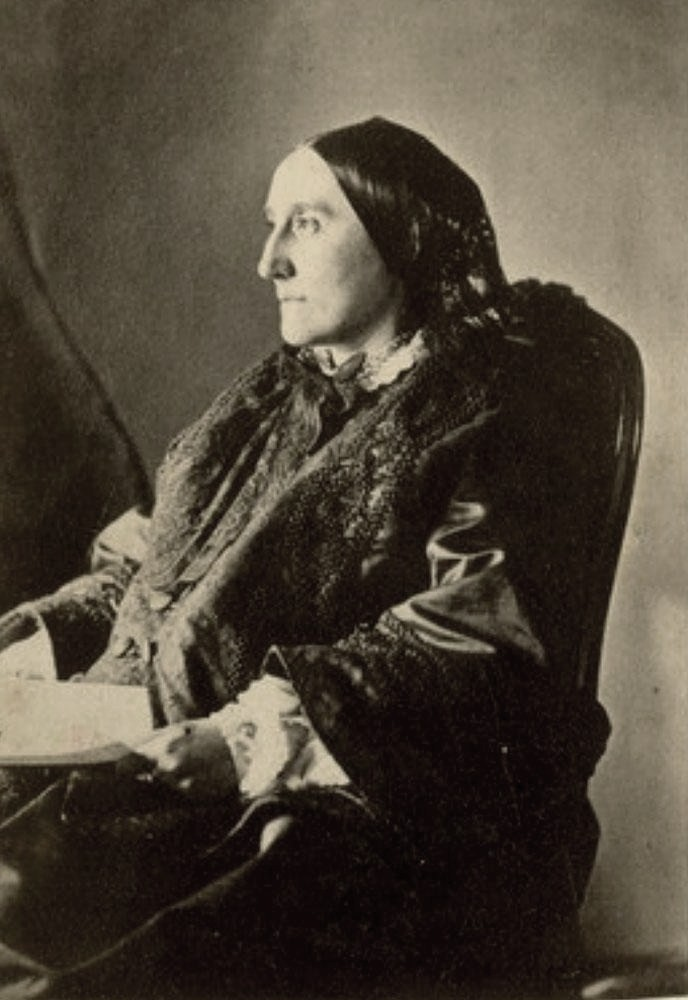
Анна Андреевна, дочь

Был женат дважды, первым браком на польской красавице Екатерине Правдич-Залесской (1781—1847), вдове генерал-майора И. В. Мантейфеля. Граф Гудович в 1849 г. передал Поливаново своей падчерице Эрнестине Мантейфель (1810—1856), чьим мужем был с 1836 года Сергей Дмитриевич Дохтуров, сын героя войны 1812 года. Вторая падчерица — Лючия Мантейфель — была замужем за Эдуардом Павловичем Тизенгаузеном (1809—1885).
Его собственная дочь, Анна Андреевна Гудович (1818—1882), рождённая в имении Чечельницы Подольской губернии, состояла в браке с князем Н. И. Трубецким, который принял католичество и уехал жить в Западную Европу. Единственная дочь супругов, Екатерина Трубецкая, стала женой князя Н. А. Орлова.
Граф Гудович жил в собственном доме на Тверской улице, который в 1941 г. был перемещён в Брюсов переулок (ныне дом № 21).
В преклонных годах (1856) он женился на вдове Елизавете Дмитриевне Данзас (28 августа 1815 — 27 июня 1866), урожд. Закревской (дочь Д. А. Закревского), имевшей детей от первого брака с гвардии полковником Антоном Карловичем Данзасом (1805—1849). Похоронена отдельно от мужа, в Донском монастыре.